# Herminio Herráiz Hidalgo
Herminio Herráiz Hidalgo (ur. 30 października 1978 w Cuency) – hiszpański szachista, arcymistrz od 2009 roku.

## Kariera szachowa
Dwukrotnie reprezentował Hiszpanię na mistrzostwach świata juniorów, w latach 1996 (Cala Galdana, w kategorii do 18 lat) oraz 1998 (Kalkuta, do 20 lat). W 1998 r. zdobył tytuł mistrza kraju w kategorii do 20 lat, natomiast w 2000 r. zwyciężył w mistrzostwach Hiszpanii studentów. W 2001 r. wystąpił w drugiej reprezentacji kraju na drużynowych mistrzostwach Europy, natomiast w 2004 r. – na szachowej olimpiadzie (również w drużynie Hiszpanii-B).
W 1998 r. zwyciężył w Alcirze), natomiast w 1999 r. – w San Sebastian. W 2000 r. rozegrał w Albacete mecz z Weselinem Topałowem, zakończony remisem 2–2, natomiast w 2002 r. zwyciężył (wspólnie z Olegiem Korniejewem) w kołowym turnieju w Elgoibarze (zdobywając jednocześnie pierwszą arcymistrzowską normę) oraz zdobył w Ayamonte brązowy medal indywidualnych mistrzostw Hiszpanii. W 2003 r. zajął III m. (za Neurisem Delgado i Alejandro Ramírezem) w turnieju Premier I memoriału Jose Raula Capabnaki w Hawanie, w 2005 r. podzielił II m. (za Siergiejem Kriwoszejem, wspólnie z m.in. Salvadorem Gabrielem Del Río Angelisem) w turnieju Moratalaz open w Madrycie, w następnym roku w tym turnieju zwyciężając wspólnie z Fabiano Caruaną. W 2008 r. wypełnił dwie kolejne normy na tytuł arcymistrza, na turniejach w La Lagunie (dz. II m. za Olegiem Korniejewem, wspólnie z m.in. Piotrem Bobrasem, Pablo Lafuente i Wadimem Małachatko) oraz w Huarte (dz. I m. wspólnie z Azerem Mirzojewem).
Najwyższy ranking w dotychczasowej karierze osiągnął 1 kwietnia 2009 r., z wynikiem 2520 punktów zajmował wówczas 19. miejsce wśród hiszpańskich szachistów.